# Sólyom László (rendező)
Sólyom László (Budapest, 1946. július 5. –) magyar médiaszemélyiség, televíziós rendező és operatőr.

## Életútja
Édesapja Sólyom László hivatásos honvédtiszt, altábornagy, édesanyja Czikhart Nóra. Nővére Sólyom Ildikó színésznő. Édesapja 1950-es kivégzése után 1956-ig Andornaktályán kitelepítésben végezte az első négy osztályt, 1957-től Budapesten a Zrínyi Miklós Nevelőotthonban fejezte be a nyolc általánost. 1960–64 között a Képző és Iparművészeti Gimnázium fotó szakát végezte. (Tanárai: Sevcsik Jenő, Bartha Éva, Reismann Marián, Langer Klára, M. Kiss Pál).
1965-től segédoperatőr és kameraman az MTV-ben, 1971-ben felvették a Filmművészeti Főiskola operatőr szakára. Tanárai Bolykovszky Béla, Hegedüs Géza, Illés György, Makk Károly, Máriássy Félix, Pásztor István, Petrovics Emil, özv. Radnóti Miklósné, Szabó István, Szécsényi Ferencné, Szőlősi Andrásné, Zsombolyai János voltak. 1974-es diplomafilmjével – A hetedik nap elé – díjat nyert Grenoble-ban, Oberhausenben és itthon elnyerte az Alkotó Ifjúság pályázat I. díját (1975).
1974–1980 között az MTV-ben operatőrként dolgozott, főként képzőművészeti és komolyzenei filmekben. 1980-tól a Zenei Főosztály rendezőjeként zenés portrék, zenei magazinok, vetélkedők és koncertközvetítések rendezője volt.
2000-ben elbocsájtották, 2001-től rokkantnyugdíjas.

## Operatőri munkái
- A party – tv-film – rendező Gábor Pál (1977)
- Muslicák a liftben tv-film – rendező Gábor Pál (1977)
- Tengerre néző cellák – tv-film – rendező Gyöngyössy Imre (1977)
- Fehér Izzásban- Tóth Menyhért portré – rendező B. Farkas Tamás
- Katonák – tv-játék, rendező Havas Péter
- Szent Zsuzsanna csodája – tv-játék – rendező Havas Péter (1978)
- Emberek a tanyákon – dokumentumsorozat – rendező Korompai Márton (1978)

- Mikrokozmosz – Beszélgetések Bartók Béláról I-III. társoperatőr Halász Mihály mellett,
- Haydn – zenés dokumentumfilm, rendező dr. Hermann Lanske (magyar-osztrák koprodukció)
- Galgamenti napok dokumentumsorozat – társoperatőr Dobai Sándorral, rendező Pauló Lajos

## Rendezések

### Képzőművészeti filmek
- Bíró (Bíró Mihály grafikusművészről) szerkesztő: Ézsiás Anikó, szakértő Horn Emil
- Budavári Nagyboldogasszony (Mátyás) templom. szerkesztő: Ézsiás Anikó
- Az Árpádházi királyok emlékei (I-IV) szerkesztő: Ézsiás Anikó, szakértő Marosi Ernő
- Storno – dokumentumfilm a soproni ezermesterről, szerkesztő: Ézsiás Anikó

### Zenei műsorok
- Bayreuth 1980 – zenés dokumentumfilm
- A harmadik – zenés dokumentumfilm a III. karmesterversenyről (1980)
- Szóval Zene – dokumentumfilm a Zene-Szóval c. vetélkedőről
- Zene-Zene-Zene – komolyzenei magazinsorozat
- Szó-Zene-Kép – kulturális vetélkedősorozat Czigány Györggyel
- Gergely Ferenc (orgonaművész) portré – operatőr Abonyi Antal
- Gulyás György (a Debreceni Kodály Kórus karnagya) – portréfilm (szerkesztő Gulyás László, operatőr Szirmai Béla)
- Zymbalo Ungherese – dokumentumfilm. Szerkesztő Gulyás László, műsorvezető Kroó György
- Réti József – posztumusz portréfilm. Szerkesztő Várbíró Judit
- Az én Szegedem – zenés portré Gregor Józsefről
- Paganini: Barucaba variációk – Portréfilm Szenthelyi Miklós hegedűművészről
- Bach Parasztkantáta – szcenírozott változat
- több mint tíz Hungaroton komolyzenei reklámfilm

### Koncertközvetítések
- Beethoven IX. szimfónia Ferencsik Jánossal (1981)
- Három zongoraverseny (Mozart, Beethoven, Bartók) Fischer Annieval-1982
- Bartók Zenekari Concerto Vásáry Tamással (1995)
- Berlioz: Fantasztikus szimfónia-Ligeti Andrással
- Mahler I. szimfónia
- Bach János Passió – vezényelt Jurij Szimonov
- Bach Brandenburgi versenyei, és hármasversenye
- Haydn: Stabat Mater – Szekeres Ferenc és a Budapesti Madrigálkórus

### Dokumentumfilmek
- Vázlatkönyv I-III. Dokumentumfilm az 1944-es Magyar Frontról és az 1950-ben kivégzett Révay Kálmán vezérőrnagyról (1985)
- Mindig szerettem a fényt – Wittner Mária portré – 1992 (rendező-operatőr)
- Viharos emberöltő. A Magyar Televízió első dokumentumfilmje Nagy Imre miniszterelnökről, Gellért Kis Gáborral, 1989.
- 40 perc Kővágó Józseffel – az 1944-es Magyar Front tisztjével, a későbbi főpolgármesterrel, 1992 (szerkesztő-rendező).
- MÚLTBANÉZÉS – XIV részes dokumentumsorozat az 1950-es tábornokper előzményeiről, és áldozatainak a rendszerváltás idején történt megítéléséről. A sorozat eddig nem ment adásba (1988-1990).
- További, mintegy 500 óra vágatlan "kordokumentum" 1993 és 1994 politikai rendezvényeiről, bírósági tárgyalásokról, és vágatlan életrajzi interjúk 1956. katonai résztvevőivel. Többek között: Király Béla, Váradi Gyula, Kovács István, Márton András, Tóth Lajos (I.), Tóth Lajos (II.), és Hazai Jenő tábornokkal, illetve Dienes Ödön, Nagy Kálmán és Szlama Árpád ezredessel.